# Nižný Komárnik
Nižný Komárnik (maďarsky: Alsókomárnok) je obec na Slovensku v okrese Svidník. Žije zde 178 obyvatel.

## Poloha a charakteristika
Nižný Komárnik leží v severní části Nízkých Beskyd oboustranně na říčce Ladomirce v dolině Komárniča v blízkosti státní hranice s Polskem, západně, v hornaté oblasti Laborecké vrchoviny. Střed obce má nadmořskou výšku 370 metrů nad mořem, okolí obce pak od 360 až do 583 metrů nad mořem. Obec je obklopena hradbou výšin, mezi kterými dominují vrchy Prokopec a Čerešňa. Mírně členitý povrch katastru obce tvoří flyšové vrstvy s malým výskytem ropy.
Převládá zde hluboký smíšený les s porostem jedle, smrku a buku.
V roce 1930 byla v katastru obce na ploše 34,85 ha vyhlášena státní přírodní rezervace Dranec s chráněným pralesem, ochranou přirozených pralesních společenstev Nízkých Beskyd s významným zastoupením jedle a buku. Platí zde 5. stupeň ochrany. Nachází se zde i národní přírodní rezervace Komárnická jedlina. Na loukách v Šivárné se také nacházejí mokřady o rozloze 3 hektarů.

### Vodní toky
Skrz obec protéká říčka Ladomirka, levostranný přítok Ondavy. Pod obci se do Ladomirky vlévá na 6,2 km její levostranný potok Šivarná, pramenící východně nad Príkrou, na území CHKO Východné Karpaty. Vyvěrá (severovýchodně) pod Beskydem, kótou 597,1 m v nadmořské výšce 557 metrů nad mořem v jedlovém a bukovém porostu, v těsné blízkosti státní hranice s Polskem. Jihovýchodně, z druhé strany kopce, se za horizontem, ve vzdálenosti asi 300 metrů vyvěrá Chotčianka. Do jejího koryta sr vlévají další čtyři přítoky.

### Vodní plochy
Při vstupu do katastru obce po levé straně státní silnice směrem na Duklu, je koryto Ladomirky přehrazeno. Hráz byla vytvořena z jílového náspu a je vyztužena betonovým jádrem. Těleso přepadu hráze je tvořeno zdivem z lomového kamene, vyplněného železobetonem.
Úlohou hráze je při povodních zadržet první přívalové vlny a tím zmenšit intenzitu vodního toku. Vodní plocha má rozlohu asi 2 hektary.

## Dějiny
Historický název obce se vyvíjel následujícím způsobem. V roce 1618 je obec v dokumentech uváděna pod názvem Also Komárnik, v roce 1773 Alsó-Komárnyik, Alsó-Komarnyik, Nisny Komarnik, v roce 1786 Alschó-Komarnyik, v roce 1808 Alsó-Komárnik, Dolní Komárnik, v letech 1863–1882 Alsókomárnik, v letech 1888–1902 Alsókomarnik,
v letech 1907–1913 Alsókomárnok, roku 1920 Nižný Komárnik, v letech 1927–1965 Nižný Komárnik, Nižnyj Komarnik, od roku 1965 až doposud pak Nižný Komárnik.
Obec je doložena od roku 1618. Patřila panství Makovica. Obyvatelstvo tvořili dřevorubci, kteří zhotovovali od začátku 17. století šindele. Rozsáhlé lesy v 19. století byly ve vlastnictví hraběte Vestphalena.
V době první světové války v roce 1914 byla obec téměř úplně zničena. Továrna na zápalky, pila a mlýn přestaly pracovat v roce 1918. Za První československé republiky pracovali obyvatelé většinou v lesním hospodářství. V těchto letech také pokračovalo vystěhovalectví.
Na začátku druhé světové války, která začala útokem nacistického Německa na Polsko dne 2. září 1939 v prostoru Dukelského průsmyku vojáci z jednotky Polské armády podnikli útok do slovenského vnitrozemí a celou obec kompletně obsadili. Výsledkem bojové činnosti byl 1 mrtvý a 15 zraněných občanů Slovenské republiky. Polští vojáci měli 6 mrtvých.
V době druhé světové války po přechodu východní fronty v říjnu 1944 byla obec také úplně zničena. Po skončení druhé světové války nemohly začít školou povinné děti školní docházku. Tehdejší ministr národní obrany armádní generál Ludvík Svoboda o poměrech ve Svidníckém okrese ve své zprávě z inspekční cesty napsal, že z Nižného Komárniku ve dnech 5. – 7. února 1946 bylo 40 dětí na určitou dobu adoptováno rodinami v Čechách, aby tam mohli chodit do školy. Šlo o zde to, že bylo nutno zcela znova vybudovat respektive znovu postavit budovu místní základní školy. Obec po osvobození Rudou armádou byla znovu obnovena a za socialismu byla vyznamenána státním československým vyznamenáním Řádem rudé hvězdy.

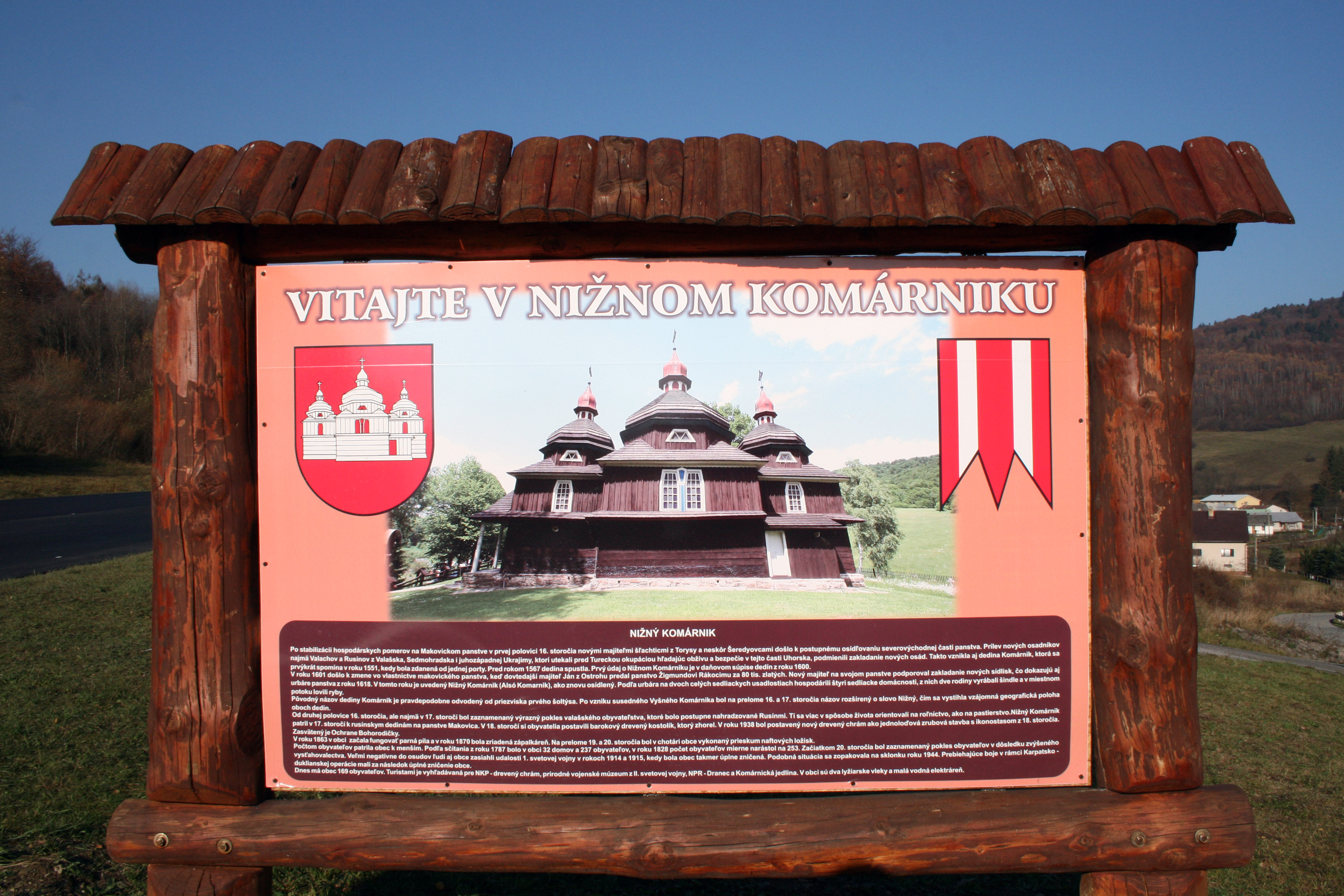
Informační tabule u vstupu do obce

Půdu obdělávají soukromě hospodařící rolníci. Část místního obyvatelstva pracuje v lesním hospodářství a v průmyslových podnicích ve Svidníku, Krajné Poľaně a v Košicích.

## Obyvatelstvo
V roce 1787 měla obec 32 domů a 327 obyvatel, v roce 1828 33 domů a 253 obyvatel. V roce 1940 obec měla 52 domů, ve kterých žilo 267 obyvatel. Od roku 1863 zde byla v provozu parní pila a od roku 1870 pak továrna na zápalky. V letech 1880 až 1910 obec postihlo vystěhovalectví
Na rozhraní 19. a 20. století zde proběhl průzkum místních ropných ložisek.

## Kultura a zajímavosti

### Muzea

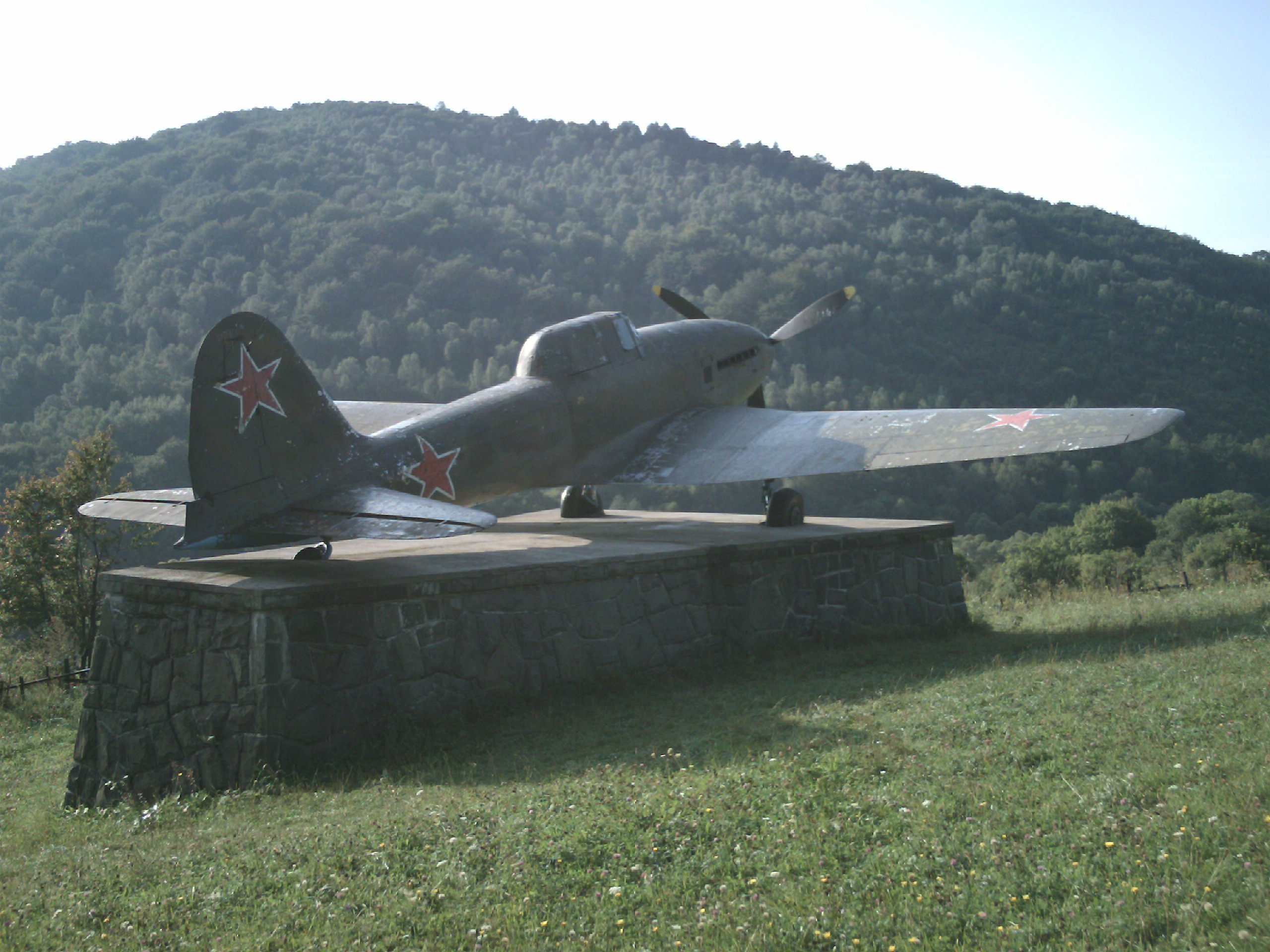
Bojový letoun Iljušin Il-10.

U státní silnice do Polska se nachází část exponátů Vojenského muzea Karpatsko-dukelské operace, které byly zpřístupněny pro veřejnost při příležitosti 15. výročí Slovenského národního povstání v srpnu roku 1959. Jde o památkovou úpravu dukelského bojiště na způsob přírodní vojenské rezervace.
Nad Nižným Komárnikem je na kamenné plošině ve vzdálenosti asi 40 m vlevo od silnice instalován sovětský stíhací letoun Lavočkin La-5 FN. Tyto letouny byly začleněny do sestavy 8. letecké armády, která podporovala pozemní jednotky v Karpatsko-dukelské operaci. V blízkosti letounu byl umístěn protiletadlový kanón kalibru 85 mm, který byl ve výzbroji protiletadlových jednotek 1. československého armádního sboru. Tento kanón byl používán i v boji proti tankům. Na další kamenné plošince je umístěn těžký velkokaliberní protiletadlový kulomet kalibru 12,7 mm. Na kamenném podstavci byla instalována i plastická mapa celého dukelského bojiště.
Západně obce se nachází kopec Čerešňa, na kterém v září roku 1944 němečtí vojáci, před vstupem 1. československého armádního sboru a Rudé armády na slovenské území, vybudovali vojenskou pevnost, strukturovaný systém zákopů, okopů a krytů s palebním postavením i pro těžkou vojenskou techniku.
Z takto vybudovaného opevnění téměř dva měsíce bránili vstup útočících osvobozovacích vojsk do doliny Ladomirky a zamezovali dalšímu útoku směrem na Svidník a Prešov.
Ještě dnes se tento kopec stává cílem pro amatérské hledače vojenských relikvií pocházejících z druhé světové války.

### Stavby

#### Památky

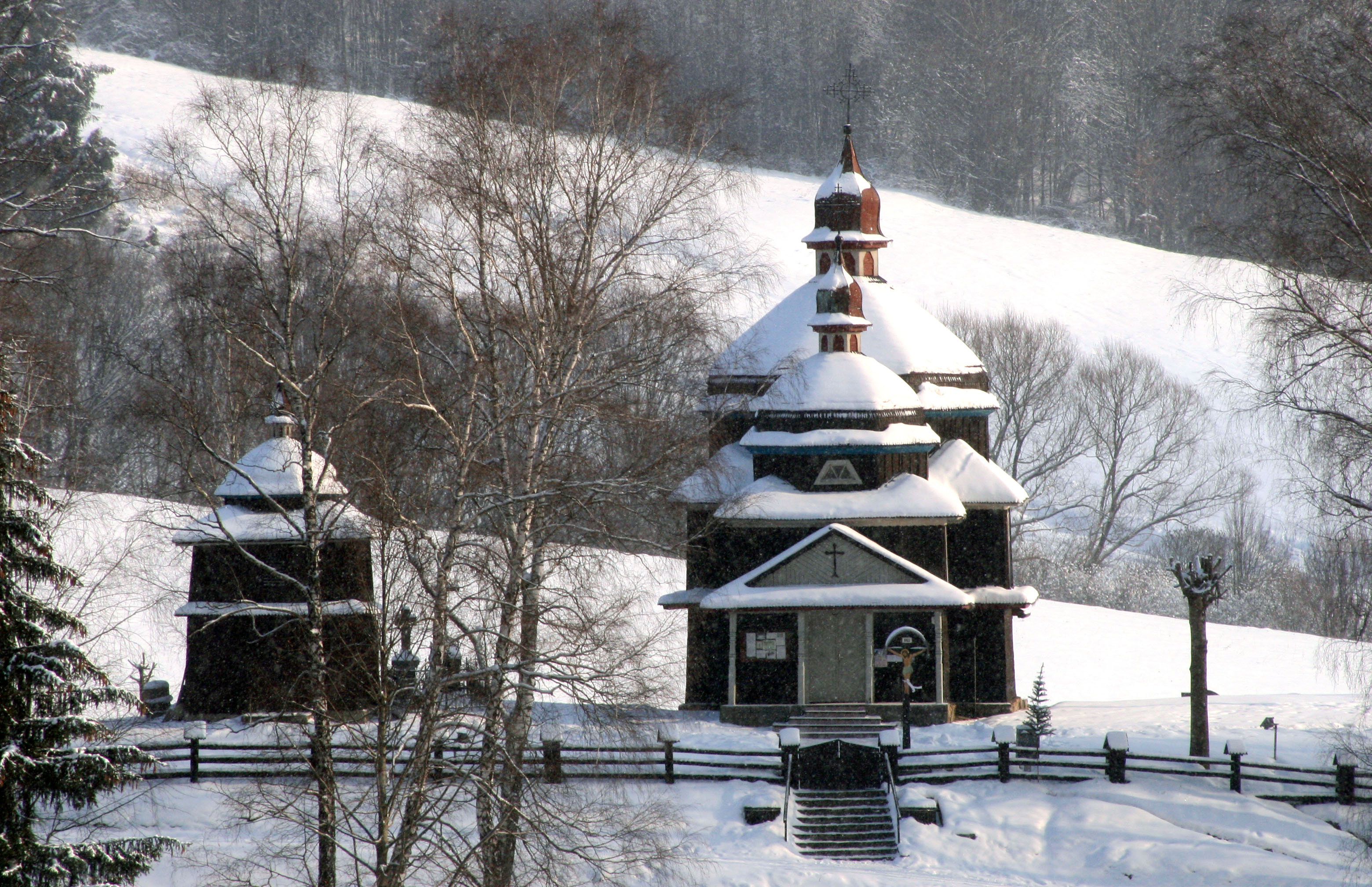
Kostelík Ochrany Přesvaté Bohorodičky patří k stavbám v bojkovském slohu a jde o národní kulturní památku Slovenské republiky

Dřevěný kostelík (bojkovská Cerkov Ochrany Presvätej Bohorodičky) byl postaven v roce 1938 podle projektu ukrajinského architekta Vladimíra Sičynského (1894-1962), v blízkosti staré nefunkční a nepoužívaného dřevěného barokního kostelíku (cerkve). Jde o jediný objekt, kde je znám jeho projektant. U ostatních dřevěných kostelíků neznáme jména jejich lidových stavitelů.
Stavba je trojdílná, trojprostorová s třemi věžemi. Všechny tři jsou ukončeny ozdobnými kovanými kříži totožného tvaru, pouze nad lodí je umístěn větší kříž. Stavba je postavená na kamenném základě a jeho konstrukce je roubená. Zajímavé je, že má dva vchody, jeden z jižní strany přímo do svatyně a jeden ze západní strany do předsíně. Interiér je prosvětlen díky vysokým oknům v lodi a ve svatyni.
Ikonostas je možno datovat do začátku až poloviny 19. století. Předpokládá se, že některé ikony pocházejí z původního ikonostasu prvního kostela asi z poloviny 18. století. Ikonostas má netypickou trojřadou architekturu. Na severní straně budovy byla postavena dřevěná zvonice sloupové konstrukce. Střecha má podobný tvar jako mají vrcholky věží a je potažena plechem. Na vrchu je nasazen trojramenný kříž. Ve zvonici se v současnosti nachází pouze jeden zvon. Zvonice nebyla restaurována.